# Tarcza Krym
Tarcza Krym (niem. Krimschild) – niemieckie odznaczenie wojskowe nadawane żołnierzom niemieckim i rumuńskim, którzy wzięli udział w działaniach bojowych na Półwyspie Krymskim w okresie od 21 września 1941 do 4 lipca 1942. Miało ono postać tarczy naramiennej.

## Ustanowienie odznaczenia
W podboju Krymu udział wzięły niemiecka 11 armia pod dowództwem generała pułkownika Ericha von Mansteina oraz rumuńska 4 armia dowodzona przez generała Nicolae Ciperci. Siły te zajęły Półwysep Krymski i zdobyły twierdzę Sewastopol w lipcu 1942. Erich von Manstein, za kampanię krymską awansowany na feldmarszałka, po jej zakończeniu zwrócił się do szefa Naczelnego Dowództwa Wehrmachtu, Wilhelma Keitla, o ustanowienie odznaczenia, którym można by uhonorować żołnierzy zasłużonych w walkach o Półwysep Krymski i Sewastopol. Keitel poparł inicjatywę von Mansteina i przedstawił ten pomysł Führerowi do akceptacji.
Odznaczenie bojowe dla zdobywców Krymu, pod nazwą Krimschild (Tarcza Krym), ustanowione zostało rozporządzeniem Adolfa Hitlera z dnia 25 lipca 1942. Jak głosił art. 3 pkt 1 rozporządzenia wprowadzającego odznaczenie:

Krimschild będzie wręczany jako odznaczenie bojowe wszystkim członkom Wehrmachtu, jak i osobom podporządkowanym Wehrmachtowi, którzy w czasie od 21 września 1941 r. do 4 lipca 1942 r. chwalebnie brali udział w walkach o Półwysep Krymski na lądzie, w powietrzu i na morzu.

Rozkaz wykonawczy w sprawie wręczania odznaczenia Krimschild wydać miał szef OKW.

## Zasady nadawania
Krimschild mogli otrzymać żołnierze, którzy w czasie kampanii na Krymie przebywali na południe od linii Heniczesk-Salkowo-Perekop (z tymi miejscowościami włącznie). Osoba, która miała zostać uhonorowana Tarczą Krym musiała spełniać przynajmniej jeden z następujących warunków:
- nieprzerwana obecność przez co najmniej 90 dni na obszarze działań bojowych na Krymie
- odniesienie ran w trakcie walki, potwierdzone otrzymaniem Odznaki za rany
- wzięcie udziału w co najmniej jednej z następujących głównych operacji bojowych[2]:

1. Przełomowa bitwa pod Perekopem w dniach: 21 września 1941 – 30 września 1941
2. Przełomowa bitwa pod Juszem w dniach: 18 października[3] 1941 – 27 października 1941
3. Rozwinięcie natarcia na równinach stepowych Krymu, przełamanie obrony i zdobycie twierdzy Kercz w dniach: 28 października 1941 – 16 listopada 1941
4. Pierwszy szturm na Sewastopol w dniach: 17 grudnia 1941 – 31 grudnia 1941
5. Bitwa i zdobycie portu Teodozji w dniach: 15 stycznia 1942 – 18 stycznia 1942
6. Walki obronne na pozycjach pod Parpatszem w dniach: 19 stycznia 1942 – 7 maja 1942
7. Drugi szturm i zdobycie Półwyspu Kerczeńskiego w dniach: 8 maja 1942 – 21 maja 1942
8. Drugi szturm i zdobycie Sewastopola w dniach: 7 czerwca 1942 – 4 lipca 1942.

Te sztywne kryteria nadawania Krimschild miały zapobiec przyznawaniu tarczy oficerom sztabowym, którzy chcieliby niskim kosztem zdobyć to odznaczenie poprzez odbycie krótkiej oficjalnej wizyty na terenie walk.

## Nadawanie odznaczenia Krimschild
Rozkaz wykonawczy szefa OKW, Wilhelma Keitla, z dn. 25 lipca 1942 szczegółowo regulował kwestię nadawania uczestnikom walk tarczy Krimschild. Jego treść dotyczyła nie tylko żołnierzy niemieckiej 11 armii, ale także ich sojuszników z rumuńskiej 4 armii. Wniosek o nadanie tego odznaczenia należało złożyć do 31 marca 1943, a samo nadawanie Krimschild miało zakończyć się do 1 października 1943.
Wręczaniem odznaczenia zajmował się w imieniu Führera feldmarszałek Erich von Manstein. Osoba uhonorowana Tarczą Krym otrzymywała jednocześnie dyplom potwierdzający nadanie tego odznaczenia. Otrzymanie przez żołnierza tarczy Krimschild odnotowywano w jego Soldbuchu i Wehrpassie. W przypadku osób pośmiertnie nagrodzonych tym odznaczeniem, tarczę przekazywano rodzinie poległego żołnierza, wraz z certyfikatem potwierdzającym jej nadanie.
Po wojnie von Manstein oszacował liczbę żołnierzy uhonorowanych Krimschild na 200 do 300 tysięcy:

...Dokładna liczba nadanych odznaczeń KRIMSCHILD jest trudna do określenia, ponieważ otrzymali je wszyscy żołnierze, którzy walczyli na Półwyspie Krymskim 1941/1942. Liczba ta razem z żołnierzami rumuńskimi może wynieść od 200 do 300 tysięcy nadań...

Tarcze Krimschild produkowano z blachy stalowej lub cynkowej, jednak dwie osoby otrzymały te odznaczenia wykonane ze złota. Pierwszą złotą Tarczę Krym otrzymał od feldmarszałka von Mansteina rumuński marszałek Ion Antonescu, w Bukareszcie, 3 lipca 1943. Gest ten miał wyrazić uznanie dla zasług wojsk rumuńskich w podboju Krymu. Drugą złotą Tarczę otrzymał, w prezencie z okazji swoich 55 urodzin, od oficerów ze sztabu 11 armii, sam Erich von Manstein. Graficzny obraz Tarczy Krym widniał również, na znak zwycięstwa, na samolocie, którym podróżował feldmarszałek.

## Opis odznaki
Tarcza naramienna Krimschild ma kształt zbliżony do zamkniętej od góry poziomą poprzeczką litery „U”, z bardzo lekko zaakcentowanym wierzchołkiem pośrodku jej dolnej krawędzi. Na samej górze blachy odznaczenia znajduje się niemiecki orzeł wojskowy, którego rozpostarte skrzydła wykraczają nieco poza boczne krawędzie tarczy. Ptak trzyma w szponach dębowy wieniec, w którego centrum widnieje swastyka. Po obu stronach wieńca, pod skrzydłami orła, zapisano daty: 1941 – na lewej stronie tarczy, 1942 – na prawej stronie. W dolnej części blachy uwidoczniono mapę Półwyspu Krymskiego, na której kółeczkami zaznaczono sześć najważniejszych miast tego obszaru. Na mapie ukazane są również główne rzeki Krymu. Wypukły kształt półwyspu, ozdobiony napisem „KRIM”, zachodzi na obramowanie tarczy.
Tarcza naramienna odznaczenia Krimschild składała się z 4 elementów:
1. tłoczonej blachy metalowej,
2. sukiennej podkładki (z sukna mundurowego),
3. usztywniającej podkładki metalowej,
4. papierowej podkładki, która zabezpieczała materiał rękawa kurtki munduru.

Elementy te łączono ze sobą przy pomocy specjalnych „wąsów” umieszczonych na rewersie tłoczonej metalowej blachy.
Tarcze Krimschild wytwarzano z blachy stalowej lub cynkowej. Grawerzy tłoczyli odznaczenie, a jego brązowy kolor uzyskiwali poprzez oksydowanie. Metalowa blacha ważyła od 22,2 do 27,05 g. Przepisowe wymiary Tarczy Krym to 61x51 mm dla blachy i 76x68 mm dla podkładki sukiennej. Wymiary blachy mogły się nieznacznie różnić, w zależności od producenta. Odznaczenie produkowano w różnych zakładach na terenie Niemiec i Austrii. Na rewersie Krimschild producenci zamieszczali swoje sygnatury. Niektórzy wytwórcy odbijali także swoje pieczątki na papierowej podkładce, chroniącej materiał munduru.
Kolor materiałowej podkładki pod blachę, wykonanej z sukna mundurowego, uzależniony był od przynależności wojskowej nagradzanego:
- zielonoszary – żołnierze wojsk lądowych i formacji Waffen-SS,
- granatowy – żołnierze marynarki wojennej,
- niebieskoszary – żołnierze sił powietrznych,
- czarny – żołnierze wojsk pancernych.

Zgodnie z przepisami, odznaczeni żołnierze, oficerowie i marynarze powinni nosić Krimschild na lewym rękawie munduru, około 5 cm nad łokciem. Dotyczyło to w zasadzie wszelkiego typu mundurów, z wyjątkiem umundurowania roboczego i maskującego, na którym umieszczanie tarczy było niedozwolone. Jednakże odznaczeni czasami ignorowali ten zakaz. Odznaczony żołnierz otrzymywał jedną sztukę Tarczy Krym wraz z jej miniaturką. Kolejne egzemplarze potrzebne do udekorowania swojego umundurowania kupował za własne pieniądze u grawera.
Rozporządzenie Kancelarii NSDAP z września 1942 usankcjonowało noszenie Krimschild na lewym rękawie munduru partyjnego, 2 cm powyżej opaski ze swastyką. Na ubraniach cywilnych dozwolone było wyłącznie umieszczanie miniaturki Tarczy Krym. Miniaturkę wpinano w klapę marynarki, z lewej strony. Owe miniaturki Krimschild wytwarzano z cynku.

## Przywrócenie odznaczenia po II wojnie światowej
W RFN ustawa z dn. 26 lipca 1957 r. o Tytułach, Orderach i Honorowych Odznakach przywróciła osobom uhonorowanym Tarczą Krym prawo oficjalnego noszenia tego odznaczenia bojowego. Od tej chwili obowiązywał jednakże nowy wzór tarczy – Krimschild Modell 1957 – pozbawiony orła i symbolu swastyki. Osoby nagrodzone Tarczą Krym, które wciąż pozostawały w służbie w Bundeswehrze lub innej uzbrojonej formacji Republiki Federalnej Niemiec, były uprawnione do noszenia Krimschild Modell 1957:
- na mundurze wizytowym bądź galowym – w postaci pełnej tarczy odznaczenia,
- na umundurowaniu służbowym – w formie pełnej tarczy lub baretki (miniaturka tarczy na czarnej wstążce),
- na ubraniu cywilnym – w formie miniaturki.